# Jagiellonische Bibliothek

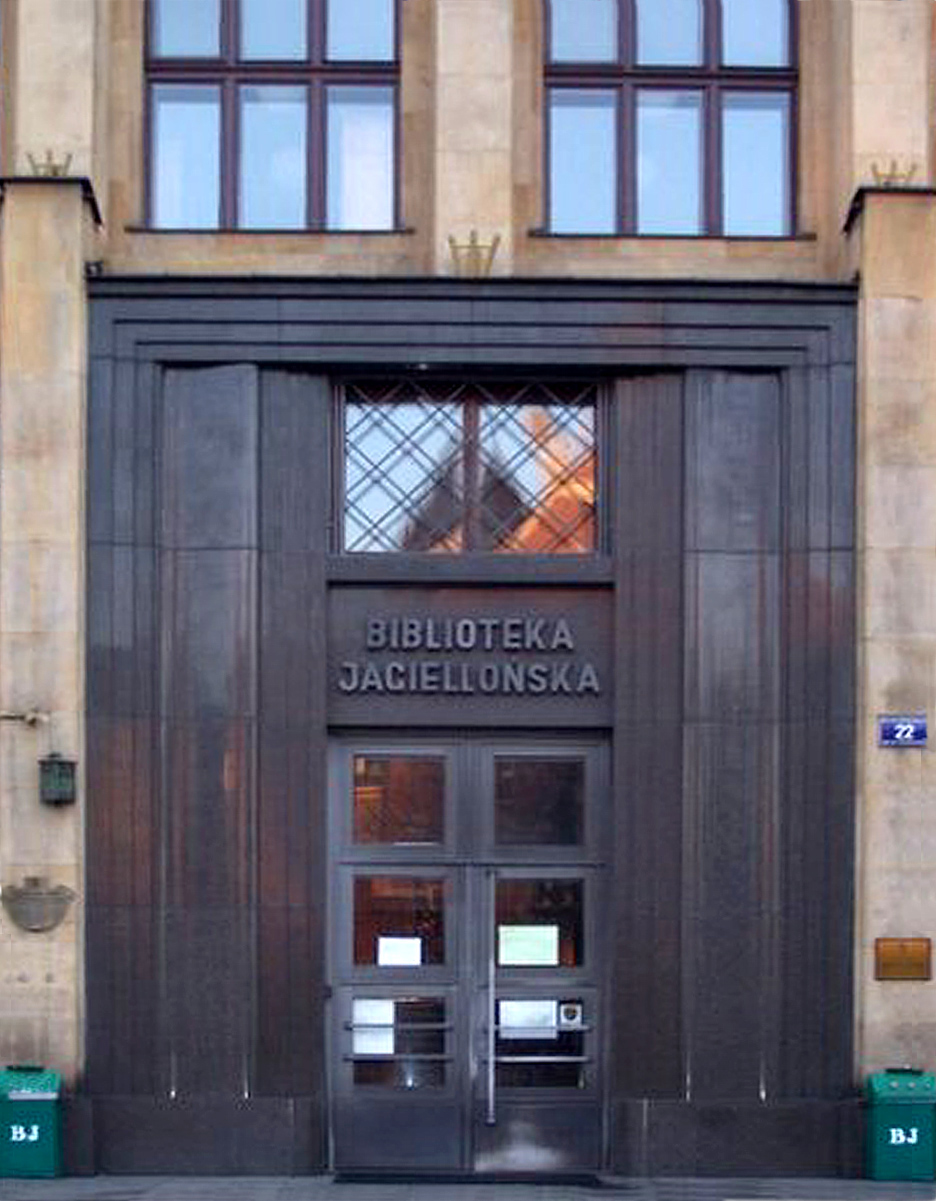
Alter Haupteingang (1991)

Die Jagiellonische Bibliothek (polnisch Biblioteka Jagiellońska) in Krakau ist die wichtigste Bibliothek der Jagiellonen-Universität, die mit der Bibliothek des Collegium Medicum und den Fakultätsbibliotheken ein gemeinsames System bildet. Sie ist zugleich Nationalbibliothek.

## Anfänge im Collegium Maius
Die Geschichte der Jagiellonischen Bibliothek ist untrennbar mit der Geschichte der 1364 gegründeten Jagiellonen-Universität verbunden. Vom 15. Jahrhundert bis 1940 galt das mittelalterliche Collegium Maius in der Sankt-Anna-Straße 8 als Sitz der Bibliothek. Dass bereits im Jahr 1367 der Universität ein Manuskript gestiftet wurde, darf als Beleg dafür gelten, dass es damals eine Bibliothek gab.
1429 wurde unter dem Titel De Libraria custodienda ein Bibliotheksstatut erlassen. Danach sollten zwei Kuratoren (custodes librariae) aus der Mitte der Professorenschaft ernannt werden. Zu Beginn des 16. Jahrhunderts wachte ein Professor als „Vater der Bücher“ (pater librorum) über die Sammlungen der Universität.
Im Mittelalter war es üblich gewesen, dass Professoren und Studenten der Universität Lehrmaterial stifteten. Dieser Brauch ging angesichts der rasch wachsenden Bestände im Zeitalter des Buchdrucks zugunsten des gezielten Ausbaus von Sammlungen zurück. Erste Ankäufe von Büchern sind für die Mitte des 16. Jahrhunderts nachgewiesen. In der Mitte des 17. Jahrhunderts umfassten die Bestände ungefähr 10.000 Titel.
Die Kriege des 16. Jahrhunderts, die mehrmalige Besetzung Krakaus durch die Schweden, Seuchen und Verarmung führten zu einem Niedergang der Jagiellonischen Universität, von dem auch die Bibliothek nicht unberührt blieb. Zwischen 1774 und 1777 begann man mit der Erstellung eines alphabetischen Inventars aller Bücher. Ab 1777 führte Hugo Kołłątaj im Auftrag der Nationalen Erziehungskommission eine umfassende Reform durch. Dabei wurden die verschiedenen Sammlungen der Universität zu einer Hauptbibliothek mit ca. 32.000 Bänden zusammengefasst und zudem die verschiedenen Krakauer Klosterbibliotheken integriert. Die Erziehungskommission gewährte einen jährlichen Ankaufsetat von 3.600 Złoty und jedem Bibliothekar ein Jahresgehalt von 1.000 Złoty.
Seit 1802 wurden die Bestände nach dem Vorbild der Wiener Universitätsbibliothek katalogisiert.

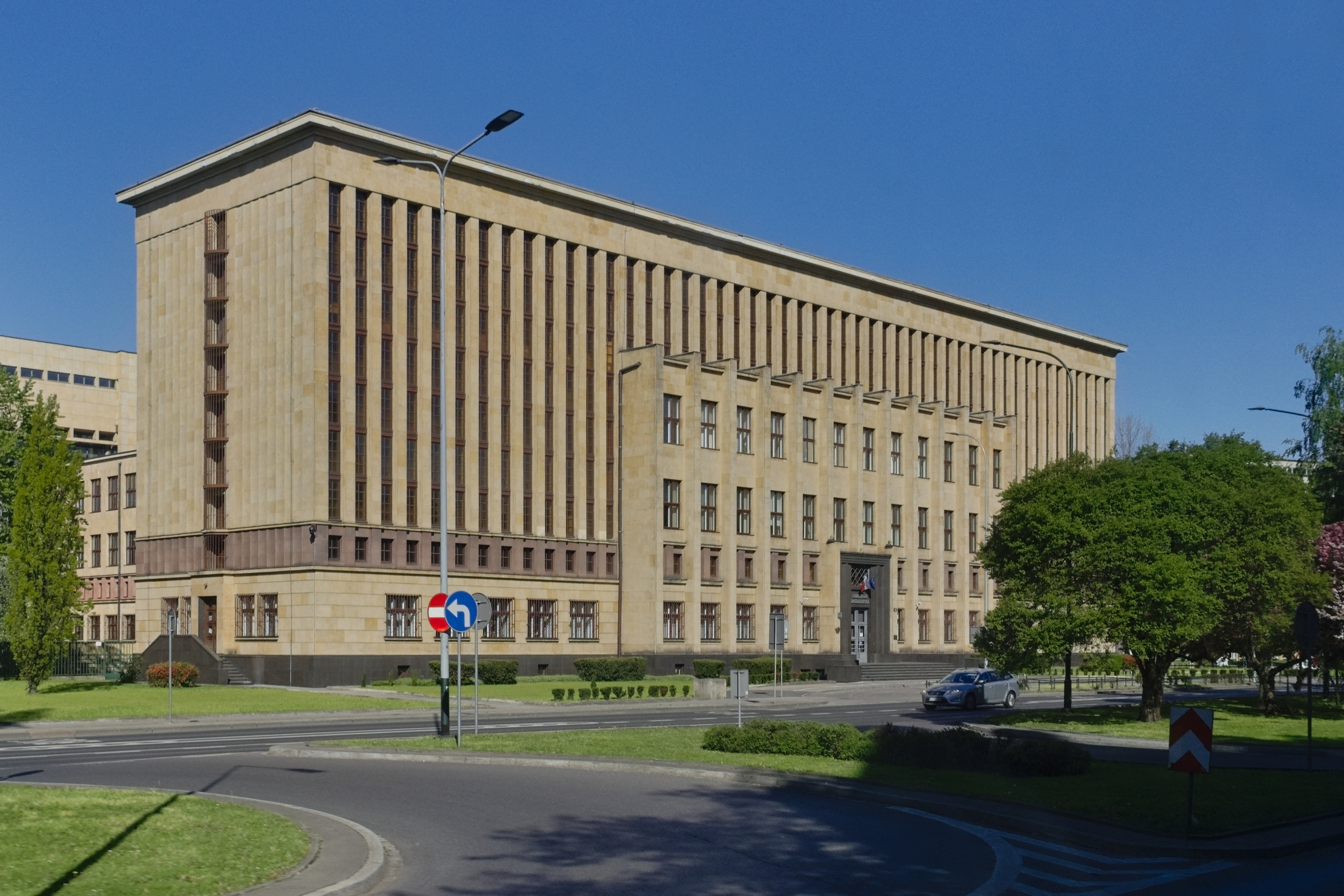
Jagiellonische Bibliothek

## Modernisierung und Neubau
Um 1900 hat Professor Karol Estreicher (1827–1908), der Gründer der Bibliografia Polska („Polnische Bibliographie“), die Bibliothek gründlich modernisiert. Unter seiner Leitung wurde die Polonica-Sammlung zu einem Teilbestand von rund 81.000 Bänden ausgebaut.
Im Jahr 1900 wurde im Hof der Bibliothek ein Denkmal für den berühmtesten Studenten der Krakauer Universität, Nikolaus Kopernikus, errichtet. Der Germanistikprofessor Wilhelm Creizenach vermachte der Bibliothek 1919 eine Sammlung von ca. 3.000 Bänden zur Geschichte des Dramas.
Erste Planungen für einen Neubau zur Unterbringung der Bibliothek wurden 1929 vorgestellt. Von 1931 bis 1939 wurde das neue Gebäude an der Mickiewicz-Allee 22 in Czarna Wieś errichtet. Die Pläne wurden vom Polnischen Bibliotheksverband auf der Pariser Weltausstellung von 1937 ausgestellt.

## Die Bibliothek im Zweiten Weltkrieg
Nach dem deutschen Überfall auf Polen und der Besetzung Krakaus am 6. September 1939 wurde die Jagiellonen-Universität aufgehoben. 180 Professoren wurden im Zuge der sogenannten Sonderaktion Krakau in Konzentrationslagern interniert und größtenteils ermordet. Am 6. November 1939 wurde die Jagiellonische Bibliothek geschlossen.
1940 organisierten die deutschen Behörden des Generalgouvernements im fertiggestellten Bibliotheksgebäude die sogenannte Staatsbibliothek Krakau als Basis für eine geplante Deutsche Universität in Krakau. Viele weitere private und öffentliche Bibliotheken aus der Region wurden beschlagnahmt und hierhin überführt.
Der Transport der Bestände der Jagiellonischen Bibliothek und der Fakultätsbibliotheken der Universität in das neue Gebäude wurde unter deutscher Aufsicht durch 18 ehemalige Bibliotheksmitarbeiter (unter ihnen der Ex-Bibliotheksdirektor Kuntze und der ehemalige Kustos Jan Pietras) bewerkstelligt. Unter Lebensgefahr versorgten diese Mitarbeiter auch die Krakauer Untergrund-Universität mit Lehrmaterial.
Die im Juli 1944 von deutschen Militärs nach Schlesien verschleppte Handbibliothek des Lesesaals kehrte im Herbst 1945 in die Bibliothek zurück.

## Neubeginn und Bestandsstatistik
Die Bestandsentwicklung nach dem Krieg veranschaulicht die folgende Statistik:
|             | 1938           | 1961           |
| ----------- | -------------- | -------------- |
| Bücher      | 0635.548 Bände | 0746.338 Bände |
| Periodika   | 0118.700 Bände | 0195.767 Bände |
| Manuskripte | 0006.877 Expl. | 0010.621 Expl. |
| Karten      | 0005.805 Expl. | 0008.128 Expl. |
| Graphik     | 0021.222 Expl. | 0024.937 Expl. |
| Musikalien  | 0007.930 Expl. | 0020.691 Expl. |

Von 1961 bis 1963 wurden der zweite, und von 1995 bis 2001 der dritte Bauabschnitt errichtet. Das Gesamtvolumen der drei Bauabschnitte beträgt 145.248 Kubikmeter, die Nutzfläche 32.891 Quadratmeter.

## Situation in der Gegenwart

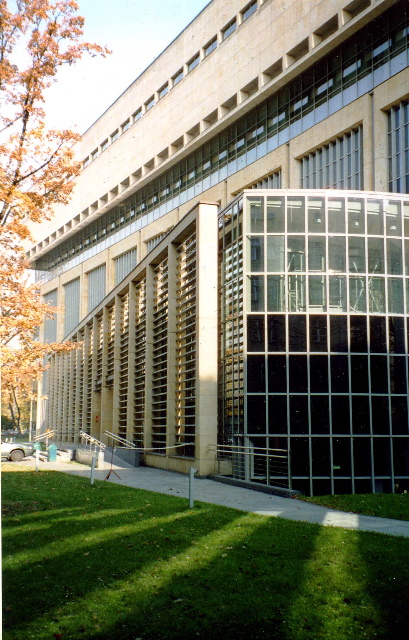
Neuer Anbau (2001), heute Haupteingang

Die Jagiellonische Bibliothek ist heute eine Magazinbibliothek mit zehn Lesesälen. Mit Unterstützung der Andrew.-W.-Mellon-Stiftung konnte im Jahr 1993 EDV eingeführt werden. Seit 2000 werden angeforderte Medien über einen Transportlift aus den Magazinen in 30 bis 40 Minuten in die Lesesäle gebracht.
Außer der Universitätsbibliothek gehören noch die Medizinische Bibliothek und ca. 40 Institutsbibliotheken zum Bibliothekssystem der Jagiellonischen Universität. Sie erhielt 1969 − als einzige Institution in Polen neben der Biblioteka Narodowa in Warschau – den Status einer Nationalbibliothek und ist berechtigt, von jeder in Polen erscheinenden Veröffentlichung ein Pflichtexemplar zu erhalten.
Ende 2008 umfassten die Sammlungen insgesamt 6.441.202 Posten aller Art. Die Bibliothek beschäftigt rund 300 Mitarbeiter. Derzeitiger Direktor ist Zdzisław Pietrzyk.

## Sondersammlungen und umstrittene Bestände
Als Nationalbibliothek sammelt die Bibliothek vor allem polnische und Polen betreffende Literatur, darunter Alte Drucke bis 1800 und die gesamte nationale Verlagsproduktion seit 1945. Sie besitzt die reichste Sammlung von Inkunabeln (ca. 3.500) sowie die größte Sammlung gedruckter Polonica des 16. Jahrhunderts (ca. 4.000 Exemplare) in Polen. Sie ist daher eine wichtige Adresse für die Erforschung der altpolnischen Literatur.
Seit Oktober 1947 wird in der Jagiellonen-Bibliothek die sogenannte Berlinka-Sammlung, auch Pruski skarb („Preußenschatz“) genannt, aufbewahrt. Eine 1974/1975 von der Direktion begonnene Integration in die bibliothekseigenen Bestände unterblieb; die Provenienzen blieben getrennt, die alten Berliner Signaturen wurden beibehalten. Die Berlinka-Bestände sind im Handschriftenlesesaal seit 1987 für wissenschaftlich ausgewiesene Benutzer zugänglich, wovon bis 2005 insgesamt 1.028 Benutzer Gebrauch machten. 
Im Juni 2017 fand eine erste interdisziplinäre Konferenz mit internationalen Vertretern unterschiedlicher Fachrichtungen statt, die in den vergangenen fünfundzwanzig Jahren mit diesen Beständen gearbeitet hatten. Ein Tagungsband mit den Konferenzbeiträgen wurde von der Bibliothekarin in der Handschriftenabteilung, Monika Jaglarz, und der Germanistin Katarzyna Jaśtal herausgegeben. In ihrer Einleitung erinnern die Herausgeberinnen an die seit 1935 als Kriegsvorbereitung geplante und seit 1939 ins Werk gesetzte Auslagerung aus Berlin und geben einen Überblick über die heute in Krakau befindlichen Rarissima der ehemaligen Preußischen Staatsbibliothek (Alba Amicorum, Manuscripta: Americana, Gallica, Germanica, Graeca, Hispanica, Italica, Latina, Lusitana, Orientalia, Raetoromanica, Slavica, Theologica Latina; ferner Libri impressi cum notis manuscriptis, Miscellanea, Sammlung Varnhagen, Sammlung Autographa, diverse Schriftsteller-Nachlässe und fernöstliche Orientalia aus verschiedenen Sammlungen). Allerdings sind diese Bestände weit umfangreicher; zu ihnen gehören auch Partituren bedeutender Komponisten wie Bach, Beethoven und Mozart, ägyptische Papyri und herausragende Handschriften des Mittelalters wie der Löffelholz-Codex. 
Politische Gespräche über einen einvernehmlichen Austausch kriegsbedingt verlagerter Kulturgüter blieben ergebnislos. Bei der Erschließung und Katalogisierung einiger Sondersammlungen arbeitet die Berliner Staatsbibliothek mit der Jagiellonischen Bibliothek zusammen.

## Bedeutende Direktoren der Jagiellonischen Bibliothek
- 1811–1835 Jerzy Samuel Bandtkie
- 1837–1858 Józef Muczkowski
- 1859–1865 Franciszek Stroński
- 1865–1867 Adolf Mulkowski
- 1868–1905 Karol Estreicher
- 1905–1918, 1918–1926 Fryderyk Papée
- 1927–1939, 1945–1947 Edward Kuntze